# Luxiaria leithra
Luxiaria leithra là một loài bướm đêm trong họ Geometridae.